# 弗雷德里克·瓦因

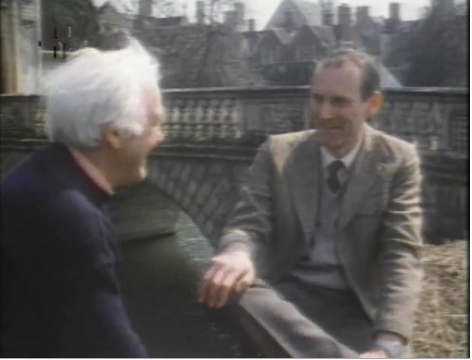
弗雷德里克·瓦因（右）和德拉蒙德·马修斯，1981年

弗雷德里克·瓦因（1939年6月17日—）是一位英国海洋地质学家和地球物理学家，1974年当选英国皇家学会院士，1982年与德拉蒙德·马修斯因“阐明了随后导致板块构造假说的洋底的磁性特征”而获得休斯奖章，1981年获巴尔赞奖，1973年获查普曼奖章，2007年获普雷斯特维奇奖章。